# Zoppè di Cadore
Zoppè di Cadore é uma comuna italiana da região do Vêneto, província de Belluno, com cerca de 303 habitantes. Estende-se por uma área de 4 km², tendo uma densidade populacional de 76 hab/km². Faz fronteira com Forno di Zoldo, Vodo Cadore, Zoldo Alto.

## Demografia
| Variação demográfica do município entre 1861 e 2011                               |
|                                                                                   |
| Fonte: Istituto Nazionale di Statistica (ISTAT) - Elaboração gráfica da Wikipedia |